# Столипін Микола Олексійович
Мико́ла Олексі́йович Столи́пін (1781 — 3 червня 1830) — генерал-лейтенант, герой франко-російської війни 1812 року.

## Біографія
На військову службу вступив у 1795 році, служив у Кінбурнському драгунському полку. У 1800 році підвищений у майори і в 1808 році отримав чин підполковника.
26 січня 1810 року призначений командиром Ямбурзького уланського полку. 7 жовтня 1812 року підвищений до полковника.
Під час франко-російської війни 1812 року Столипін блискуче проявив себе у битві 26 жовтня під Вітебськом і за відмінність був генералом Вітгенштейном представлений до ордена св. Георгія 4-го ступеня. Проте імператор Олександр I своїм рескриптом від 31 липня 1813 року замінив 4-й ступінь ордена св. Георгія на 3-й у кавалерському списку.
|  | В подяку за відмінну хоробрість і мужність, проявлених у битвах проти французьких військ при переслідуванні ворога з 18 жовтня по 1 січня 1813 року. |

У закордонних кампаніях 1813 і 1814 роки Столипін відзначився при облозі Данцига у 1813 році. 1 червня 1815 року Столипін був переведений на посаду командира в Оренбурзький уланський полк і тут він перебував до 19 липня 1818 року, коли був підвищений до генерал-майора. З 1826 року, перебуваючи в чині генерал-лейтенанта, був начальником 3-ї уланської дивізії. У кінці весни 1830 року він перебував у Севастополі на губернаторській посаді, коли там спалахнув бунт, і був розтерзаний натовпом.
В. В. Крестовський залишив таку характеристику Столипіна: «це була людина дуже розумна, безкорислива, великий відстоювач полку, і за честь мундира, пан за походженням, солдат по життю, і справжній джентльмен за характером і переконанням».